# Sandra Farmand
Sandra Farmand est une snowboardeuse allemande, née le 13 septembre 1969 à Tönisvorst.

## Biographie
Elle participe aux Jeux olympiques d'hiver de 1998, prenant la neuvième place au slalom géant et la 26e place au half-pipe. Aux Championnats du monde 1999, elle remporte la médaille de bronze au slalom géant. Cette année, elle monte sur ses premiers podiums en Coupe du monde, gagnant le slalom parallèle de Park City. Lors des deux saisons suivantes, elle sort vainqueur à quatre reprises sur des cross, dont elle remporte le classement en 2000.
Elle est en relation avec le biathlète Frank Luck.

## Palmarès

### Championnats du monde
- Berchtesgaden 1999 :
  -  Médaille de bronze au slalom géant.

### Coupe du monde
- 1 petit globe de cristal :
  - Vainqueur du classement snowboard cross en 2000.
- 14 podiums dont 5 victoires, 7 deuxièmes places et 2 troisièmes places.